# BRDC International Trophy 1962
BRDC International Trophy 1962 je bila deveta neprvenstvena dirka Formule 1 v sezoni 1962. Odvijala se je 12. maja 1962 na dirkališču Silverstone Circuit.

## Dirka
| Poz | Dirkač              | Konstruktor     | Čas/Odstop.           | Št. mesto |
| --- | ------------------- | --------------- | --------------------- | --------- |
| 1   | Graham Hill         | BRM             | 1.31:34.2             | 1         |
| 2   | Jim Clark           | Lotus-Climax    | + 0.0 s               | 2         |
| 3   | John Surtees        | Lola-Climax     | + 1:56.4 s            | 3         |
| 4   | Innes Ireland       | Ferrari         | 51 krogov             | 6         |
| 5   | Bruce McLaren       | Cooper-Climax   | 51 krogov             | 7         |
| 6   | Jack Brabham        | Lotus-Climax    | 51 krogov             | 13        |
| 7   | Tony Marsh          | BRM             | 51 krogov             | 11        |
| 8   | Masten Gregory      | Lotus-Climax    | 51 krogov             | 8         |
| 9   | Jack Lewis          | BRM             | 50 krogov             | 5         |
| 10  | Trevor Taylor       | Lotus-Climax    | 50 krogov             | 9         |
| 11  | John Campbell-Jones | Emeryson-Climax | 49 krogov             | 10        |
| 12  | Jo Bonnier          | Porsche         | 49 krogov             | 14        |
| 13  | John Rhodes         | Cooper-Ford     | 49 krogov             | 17        |
| 14  | Tony Settember      | Emeryson-Climax | 48 krogov             | 19        |
| 15  | Keith Greene        | Gilby-Climax    | 47 krogov             | 15        |
| 16  | Jay Chamberlain     | Lotus-Climax    | 46 krogov             | 22        |
| 17  | David Piper         | Lotus-Climax    | 45 krogov             | 21        |
| 18  | Ian Burgess         | Cooper-Climax   | 43 krogov             | 24        |
| Ods | Maurice Trintignant | Lotus-Climax    | Vžig                  | 16        |
| Ods | Nino Vaccarella     | Lotus-Climax    | Ventil                | 18        |
| Ods | Tim Parnell         | Lotus-Climax    | Pritisk olja          | 23        |
| Ods | Richie Ginther      | BRM             | Trčenje               | 4         |
| Ods | Tony Shelly         | Lotus-Climax    | Trčenje               | 20        |
| Ods | Roy Salvadori       | Lola-Climax     | Trčenje               | 12        |
| WD  | Gerry Ashmore       | BRM             | Car not ready         | -         |
| WD  | Ross Greenville     | Cooper-Climax   | Driver in New Zealand | -         |